# Albero di Robin Hood
L'albero di Robin Hood, noto anche come Sycamore Gap Tree, era un esemplare di acero di monte (Acer pseudoplatanus) cresciuto nei pressi dei resti del castello militare 39 del vallo di Adriano nel Northumberland in Inghilterra, all'interno del Parco nazionale del Northumberland. L'albero, apprezzato per la sua peculiare e scenografica posizione, divenne particolarmente noto con l'apparizione nel film Robin Hood - Principe dei ladri del 1991 e nel 2016 è stato nominato Albero dell'anno in Inghilterra.
Il 28 settembre 2023 l'albero è stato abbattuto per ragioni ignote e due trentenni sono stati arrestati poco dopo con l'accusa di danneggiamento sia nei confronti dell'albero che del vallo di Adriano, su cui l'albero si è riversato. Secondo il National Trust for Places of Historic Interest or Natural Beauty, organizzazione a cui è assegnata la tutela dell'area dagli anni 1940, l'albero, che era in perfetta salute, potrebbe ricrescere dai polloni sviluppatisi dal suo ceppo; inoltre sono stati prelevati semi e talee, che sono conservati presso il Centro di conservazione delle piante del National Trust.

## Storia

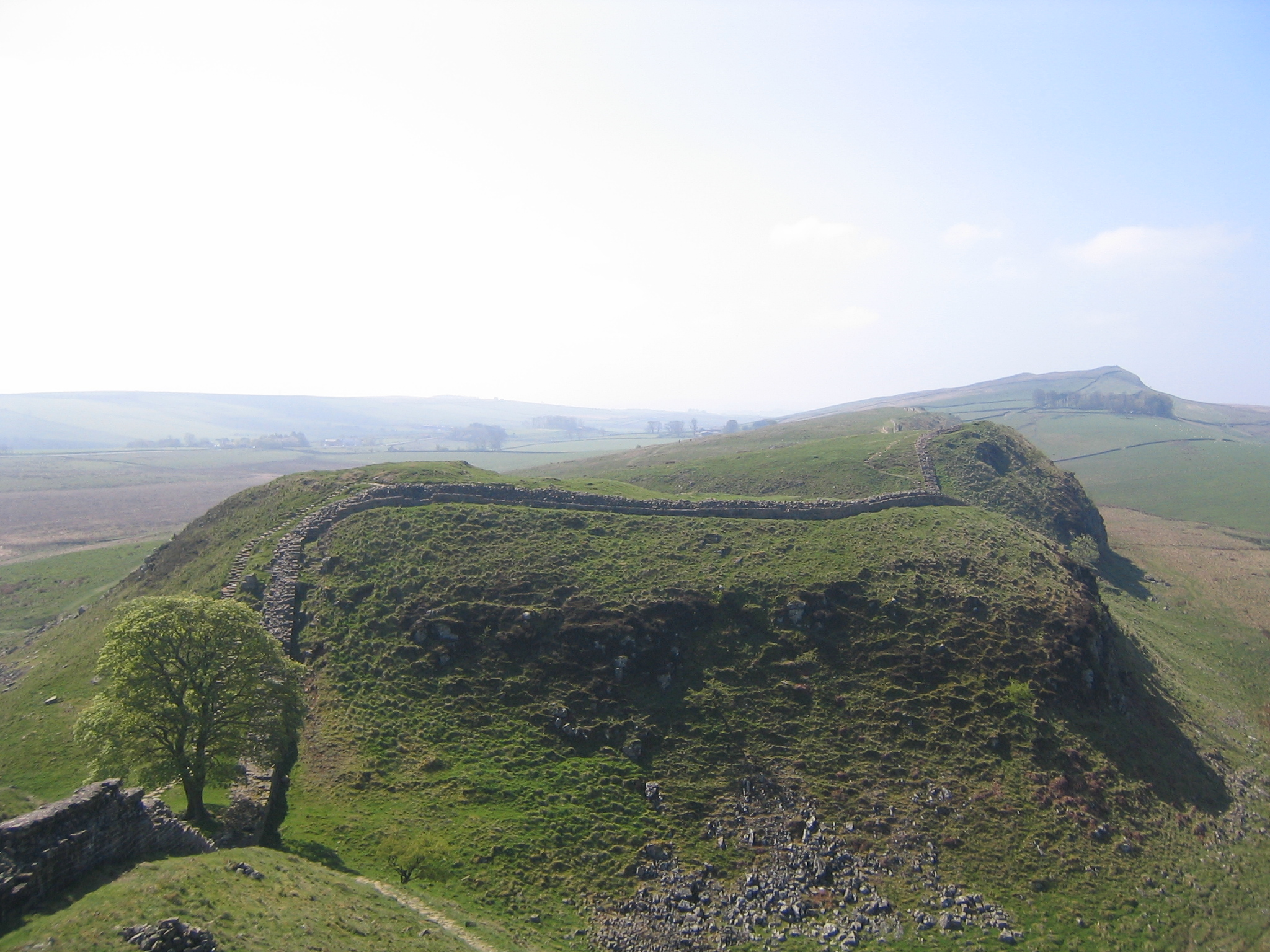
L'albero visto dal latto settentrionale del vallo di Adriano.

L'albero, non autoctono del luogo, sarebbe stato piantato come decorazione negli ultimi anni del XIX secolo dal proprietario del terreno circostante, l'avvocato e antiquario John Clayton di Newcastle upon Tyne, proprietario anche del vicino forte romano di Cilurnum e considerato tra i salvatori del vallo di Adriano.
L'albero ottenne una discreta visibilità apparendo nel film Robin Hood - Principe dei ladri di Kevin Reynolds nel 1991 oltre che nel video musicale del brano (Everything I Do) I Do It for You di Bryan Adams, compreso nella colonna sonora del film; nel 2023 lo stesso Reynolds, reagendo con stupore e disgusto all'abbattimento dell'albero, ha sostenuto che esso fosse uno dei luoghi più "quintessenzialmente idilliaci al mondo". Nel 2016 è stato votato come Albero dell'anno in Inghilterra, ricevendo 2542 voti su 11913 totali e ottenendo un premio pari a 1000 sterline, utilizzato per controllare il suo stato di salute e per alcuni interventi a tutela delle radici progressivamente scoperte dal continuo calpestio dell'area.

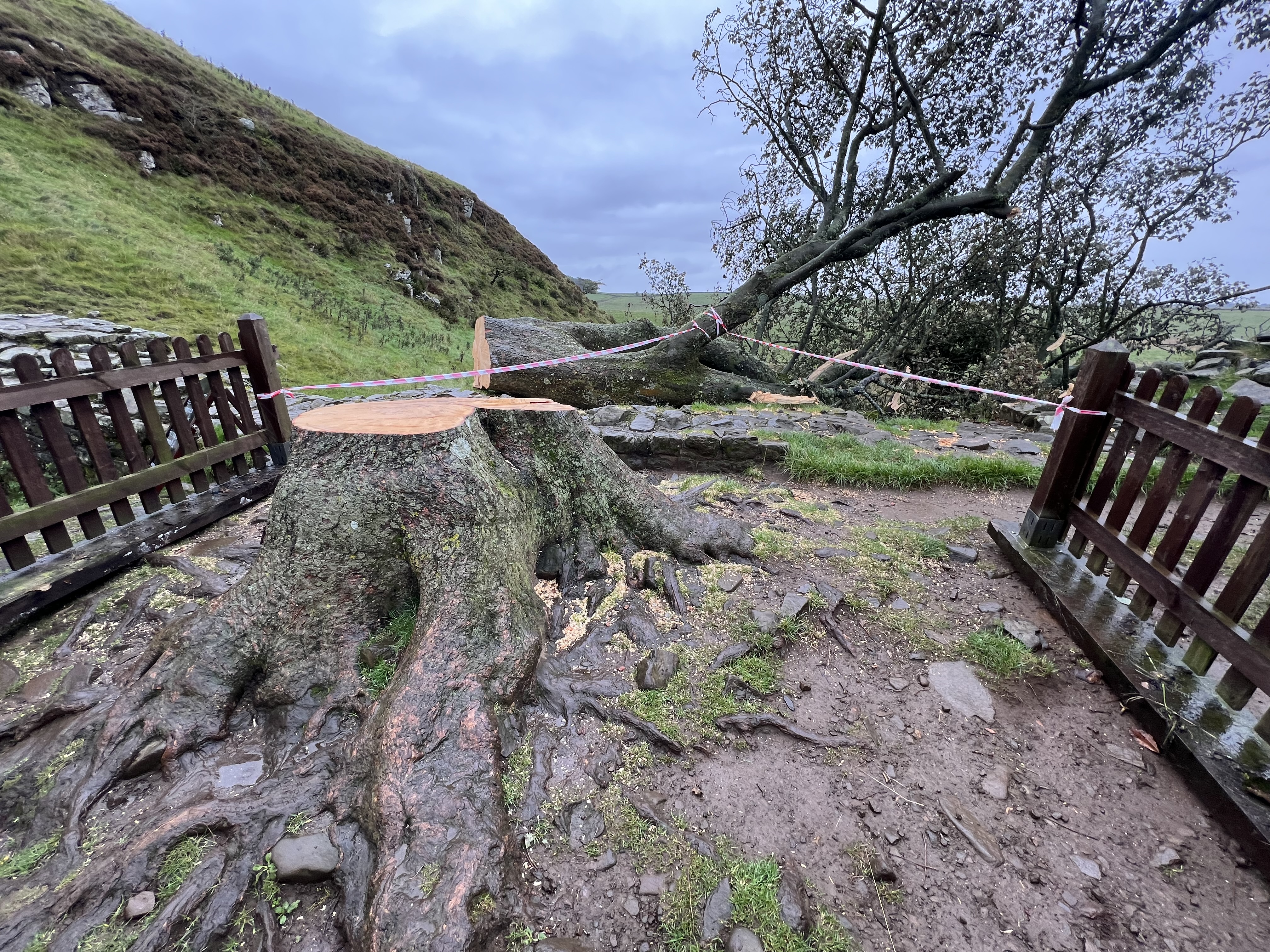
L'albero pochi giorni dopo il suo abbattimento.

Il 28 settembre 2023 l'albero è stato abbattuto con una motosega, con cui è stato tagliato il tronco all'altezza del ceppo, facendo riversare l'albero sul vallo di Adriano. La Polizia locale della Northumbria ha affermato che si è trattato di un "deliberato atto di vandalismo" e ha proceduto al fermo di un sedicenne e di un sessantenne, entrambi poi rilasciati, e successivamente di due trentenni originari della Cumbria. Questi ultimi sono stati accusati di danneggiamento nell'aprile 2024 e andranno a processo il 3 dicembre 2024. Il tronco dell'albero è stato successivamente rimosso e diversi semi e talee sono stati conservati dal National Trust; è inoltre possibile che l'albero possa ricrescere dai polloni che si sono sviluppati dal ceppo, appositamente recintato per proteggerne la crescita.